# Ziua Internațională pentru Reducerea Riscurilor la Dezastre
Ziua Internațională pentru Reducerea Riscurilor la Dezastre(IDDR) este o zi internațională care încurajează fiecare cetățean și guvern să promoveze o cultură globală cu privire la reducerea efectelor acestor fenomene a dezastrelor, inclusiv prevenirea, atenuarea efectelor și pregătirea împotriva acestora.
Potrivit Rezoluției 64/200 din 21 decembrie 2009, adoptată de Adunarea Generală a Organizației Națiunilor Unite (O.N.U.), 13 octombrie a fost desemnată Ziua Internațională pentru Reducerea Riscului Dezastrelor Naturale, ca mijloc de promovare a unei culturi globale cu privire la reducerea efectelor acestor fenomene, inclusiv prevenirea, atenuarea efectelor și pregătirea împotriva dezastrelor.

## Despre dezastru
Un dezastru este o problemă gravă care apare într-o perioadă scurtă sau lungă de timp, care provoacă pierderi umane, materiale, economice sau de mediu pe scară largă, care depășește capacitatea comunității sau societății afectate de a face față folosind propriile resurse.
Pentru societatea afectată este nevoie de un răspuns de sprijin extraordinar din afara ei pentru a putea reveni la starea de normalitate. Natura se ambiționează uneori să ne demonstreze că nu este numai o forță creatoare, fascinantă și docilă, pe care o putem exploata după bunul plac. Tot ea ne atrage atenția asupra efectelor acțiunilor noastre prin numeroase calamități naturale, ce lasă în urmă importante pagube materiale.
Apărarea împotriva acestor riscuri presupune, în primul rând, cunoașterea acestora printr-o informare adecvată ce conduce la un mod de comportare eficient și rapid care poate reduce semnificativ pierderea de vieți omenești și poate limita pagubele materiale.
Având în vedere faptul că majoritatea dezastrelor nu pot fi evitate, pentru a reduce semnificativ în primul rând pierderile de vieți omenești și pentru a limita pierderile de bunuri, este bine ca populația să fie informată.